# O'Briensbridge

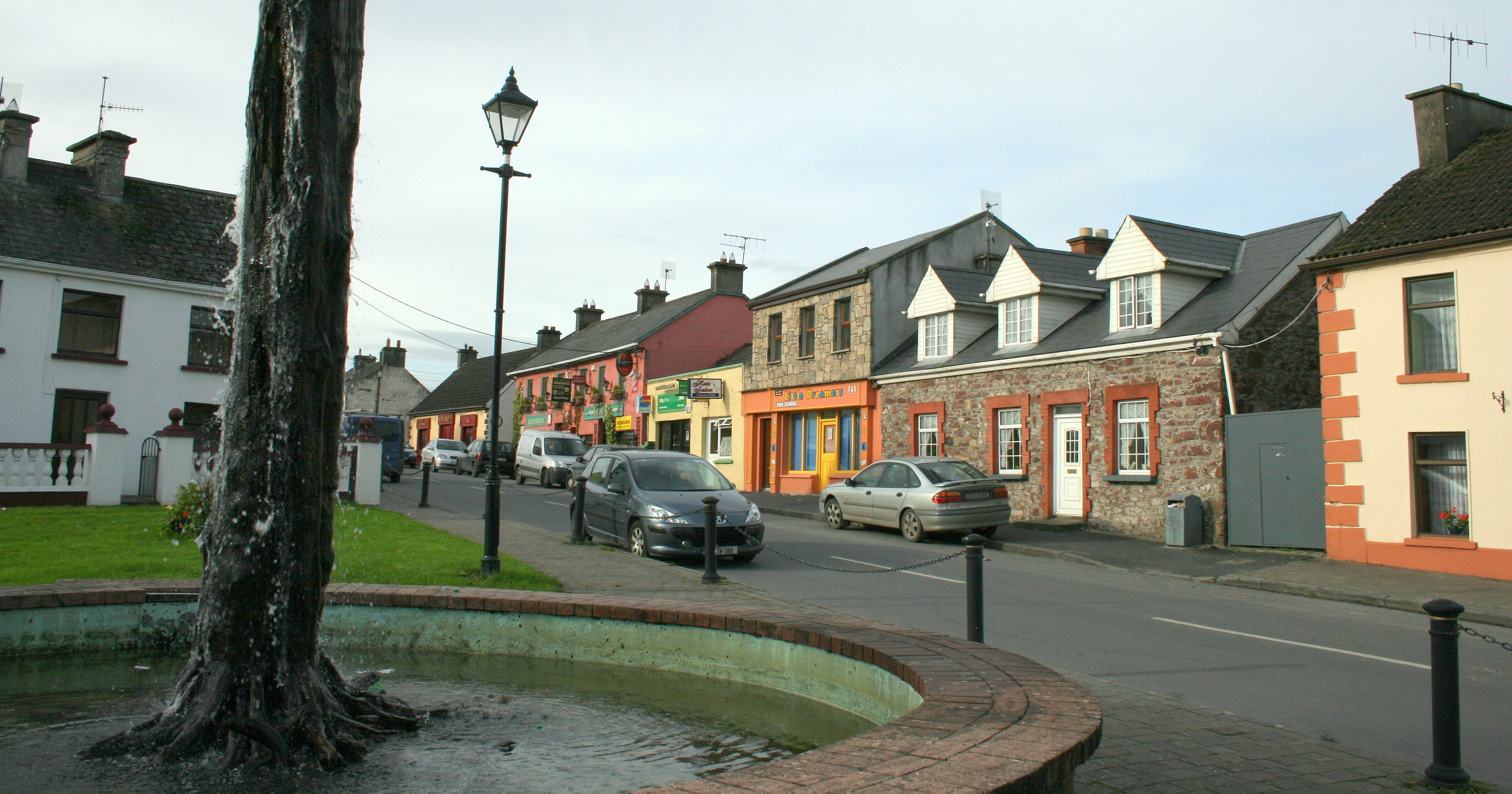
O'Briensbridge, County Clare

O'Briensbridge (Iers: Droichead Uí Bhriain, ook wel O'Brien's Bridge) is een dorp in oost County Clare in Ierland, gelegen op de westelijke oever van de Shannon. Het dorp dankt zijn naam aan de brug die Turlough O'Brien in 1506 over de rivier heeft laten bouwen. Sinds de bouw van de de waterkrachtcentrale van Ardnacrusha ligt het dorp ingeklemd tussen het toevoerkanaal van de centrale en de Shannon.
O'Briensbridge (County Clare) en Montpelier (County Limerick), dat aan de andere zijde van de rivier ligt, vormen een tweeling-dorp, Zij vormen ook de censustown O'Briensbridge-Montpelier.

## De brug

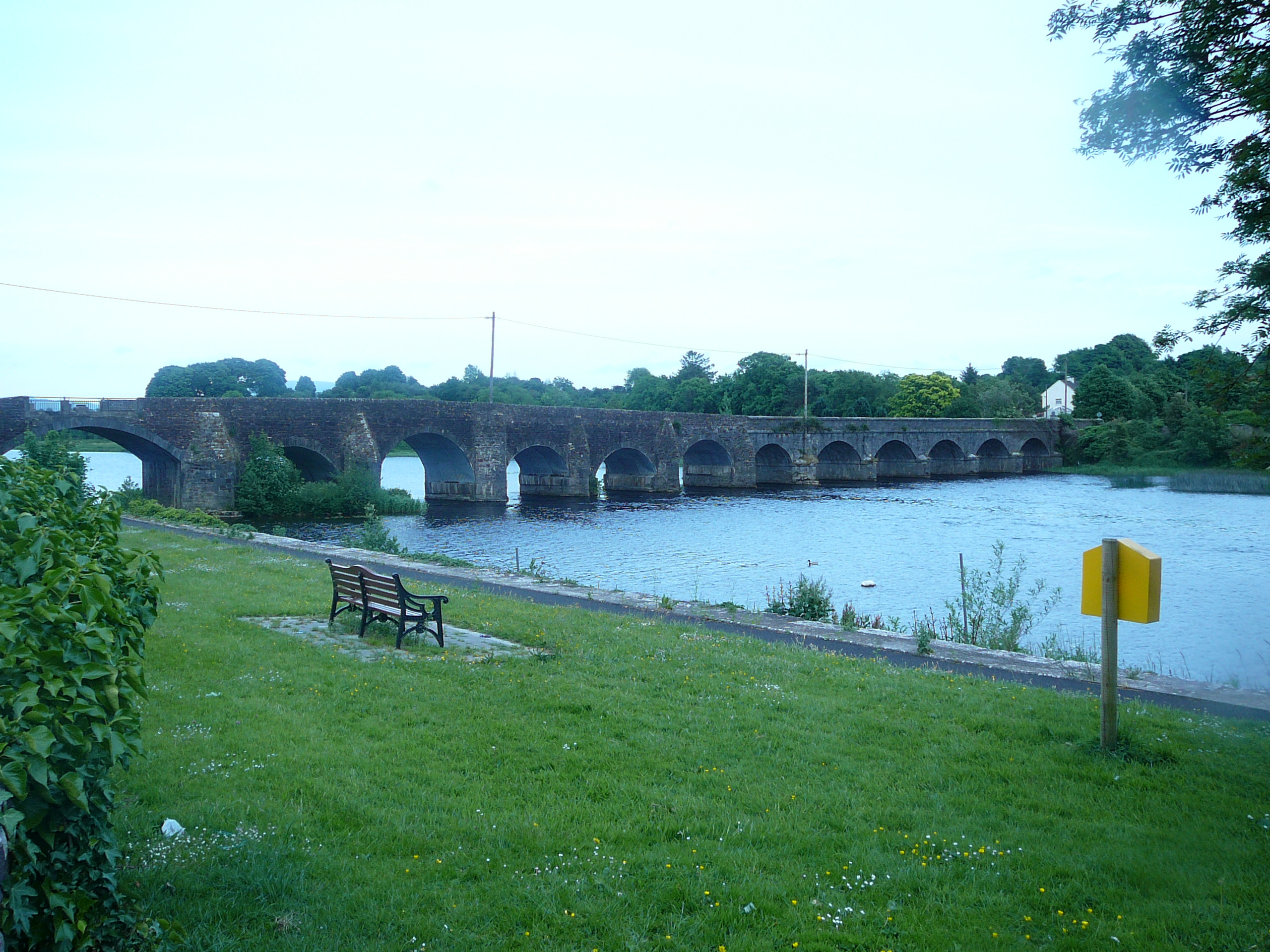
De derde boog is de zogenaamde "Navigation Arch", door de grote doorvaarthoogte ook in de winter geschikt voor de kleine schepen van die tijd

De eerste brug uit 1506 was gebouwd van hout. In een van de vele oorlogen om de status van Hoge koning van Ierland werd de brug in 1510 verwoest door Gearóid Mór FitzGerald, graaf van Kildare.
De O'Briens herbouwden de brug kort daarna. Opnieuw van hout maar nu met een kasteel aan elke zijde, op enige afstand van de oever. Deze kastelen zijn nu volledig verdwenen. Deze brug werd in 1537 verwoest door Leonard Grey, burggraaf van Grane, ten tijde van een rebellie van de O'Briens. De nieuwe brug was van steen en had twaalf bogen. In 1750 werd deze brug herbouwd. In 1842 werd de kant van County Limerick herbouwd door de Shannon Commissioners, hetgeen nog steeds zichtbaar is door het verschil in bouwstijl. In de jaren twintig is aan de kant van County Clare de toen vierde boog vervangen door een "Navigation Arch", die door de grotere doorvaarthoogte ook in de winter geschikt voor schepen wanneer het waterpeil hoog was. Later zijn de twee eerste bogen aan de County Clare-zijde samengevoegd om een jaagpad mogelijk te maken.

## Sport
Het dorp heeft een voetbalclub genaamd Bridge Celtic AFC, die is aangesloten bij de Football Association of Ireland. Deze club is opgericht in 1963 en speelt in de "Clare Soccer League".